# ارل بی هانت
ارل بی هانت (انگلیسی: Earl B. Hunt; ۸ ژانویهٔ ۱۹۳۳ – ۱۳ آوریل ۲۰۱۶) دانشمند در زمینه روان‌شناسی اهل ایالات متحده آمریکا بود.